# ایلیانا دی‌کروز
ایلیانا دی‌کروز (انگلیسی: Ileana D'Cruz؛ زادهٔ ۱ نوامبر ۱۹۸۷) یک هنرپیشه، و مدل اهل هند است. وی از سال ۲۰۰۶ میلادی تاکنون مشغول فعالیت بوده‌است.
از فیلم‌ها یا برنامه‌های تلویزیونی که وی در آن نقش داشته‌است می‌توان به من قهرمان تو هستم و رستم اشاره کرد.
وی همچنین برنده جوایزی همچون جوایز فیلم‌فیر شده‌است.

## فیلم‌شناسی
فهرست برخی از فیلم‌هایی که ایلیانا دی‌کروز در آنها به ایفای نقش پرداخته‌است:
- من قهرمان تو هستم
- برفی!
- قهرمان واقعی
- رستم
- پادشاهان
- پایان خوش
- مبارک
- یورش
- دوداس
- کدی
- جولای
- مونا
- قدرت
- آمر اکبر آنتونی
- دیوونه بازی
- خوشی
- لگد
- بازی
- آنها دزد هستند